# Ахметов Рафаель Мідхатович
Рафаель Мідхатович Ахметов (рос. Рафаэль Мидхатович Ахметов; 31 січня 1989, м. Леніногорськ, СРСР) — російський хокеїст, нападник. Виступає за «Амур» (Хабаровськ) у Континентальній хокейній лізі.
Вихованець хокейної школи «Нафтохімік» (Нижньокамськ). Виступав за «Нафтохімік-2» (Нижньокамськ), «Нафтохімік» (Нижньокамськ), «Нафтовик» (Леніногорськ), «Реактор» (Нижньокамськ), «Іжсталь» (Іжевськ), «Нафтовик» (Альметьєвськ), ХК «Попрад», «Локомотив» (Ярославль), «Металург» (Новокузнецьк), ХК «Сочі». 
У чемпіонатах Словаччини — 12 матчів (0+1). 